# Ciąża śródścienna
Ciąża śródścienna — sytuacja położnicza, kiedy jajo płodowe zagnieżdża się w miejscu ujścia jajowodu do macicy, czyli w części macicznej jajowodu (pars uterina). Ze względu na lokalizację jaja płodowego, ciąża śródścienna zaliczana jest również jako ciąża ektopowa. Sytuacja dotyczy 2-4% wszystkich ciąż ektopowych. Diagnoza polega na wykonaniu badania USG oraz stwierdzeniu odstępu między jajem płodowym, a endometrium w rogu macicy. Charakterystyczny dla ciąży śródściennej jest bardzo cienki mięsień macicy. Schorzenie to zwiększa prawdopodobieństwo krwawienia do jamy otrzewnej oraz pęknięcia macicy. Śmiertelność wśród kobiet wynosi 2%.